# Slavina, Postojna
Slavina este o localitate din comuna Postojna, Slovenia, cu o populație de 206 locuitori.